# Grain Valley
Grain Valley é uma cidade localizada no estado americano de Missouri, no Condado de Jackson.

## Demografia
Segundo o censo americano de 2000, a sua população era de 5160 habitantes.
Em 2006, foi estimada uma população de 9430, um aumento de 4270 (82.8%).

## Geografia
De acordo com o United States Census Bureau tem uma área de
12,4 km², dos quais 12,4 km² cobertos por terra e 0,0 km² cobertos por água.

## Localidades na vizinhança
O diagrama seguinte representa as localidades num raio de 12 km ao redor de Grain Valley.